# Sauze di Cesana
Sauze di Cesana là một đô thị ở tỉnh Torino trong vùng Piedmont, có vị trí cách khoảng 70 km về phía tây của Torino, nước Ý, giáp ranh với nước Pháp. Tại thời điểm ngày 31 tháng 12 năm 2004, đô thị này có dân số 201 người và diện tích là 77,5 km².
Sauze di Cesana giáp các đô thị: Abriès (France), Cesana Torinese, Pragelato, Prali, và Sestriere.